# Lhotecká lípa
Lhotecká lípa (také známa jako Lípa ve Lhotce) u Návarova patřila kdysi k našim nejmohutnějším památným stromům. Potkal jí ale podobný osud, jako například Běleňskou nebo Tatrovickou lípu, které také přišly o část kmene, čímž jejich objem citelně klesl. Lípa je ale nadále živá a vitální.

## Základní údaje
- název: Lhotecká lípa, lípa ve Lhotce u Návarova
- výška: 20 m (1996)[1]
- obvod: 1060 cm (1900, ve 100 cm)[2], 600 cm (1996)[1]
- věk: 300 let (údaj k r. 1908, tj. aktuálně 417 let)[2]
- souřadnice: 50°41'25.45"N, 15°20'12.17"E

Lhotecká lípa je příkladem toho, jak památný strom, který byl ještě před sto lety díky svým rozměrům považován za jeden z nejvýznamnějších, může upadnout v zapomnění. Jen kvůli ztrátě části kmene, která ho vyřadila z předních příček nej… stromů. Lípa bývá zřídka označována jako tisíciletá.

## Stav stromu a údržba
V roce 1900 měla lípa v metrové výšce přes deset a půl metru v obvodu, u země 14,3 metru (údaj z roku 1886 byl dokonce 15,5 metru). Lípa již byla dutá, průměr světliny odpovídal 3 metrům. Původní podoba je zachycena na historickém snímku. Dnes z lípy zůstala jen pravá část, necelá polovina původního kmene. Během let ale zesílila na šest metrů. Zhruba dvě třetiny současného kmene jsou vyztužené adventivními kořeny. Koruna je velmi bohatě olistěná.

## Historie a pověsti
Chadt v roce 1908 uváděl, že se do lípy kdysi vešlo 24 žáků i s učitelem. Byla vůdčím stromem (směrníkem) bývalé zemské stezky, která vedla od Železného Brodu přes Jílov (dnes Jílové u Držkova), Návarov a Olešnici (dnes Zlatá Olešnice) ke hranicím. Podle pověsti je zbytkem původního pralesa.

## Památné a významné stromy v okolí
Oblast lemující jižní hranici CHKO Jizerské hory je poměrně bohatá na památné stromy. Seznam obsahuje stromy v okolí do 5 km.
- Lhotecký jilm (významný strom)
- Lhotecký klen (zrušen 11.3.2002 z důvodu napadení "patogenními organismy")
- Haratická lípa (3,5 km po silnici, 1 km lesní cestou)
- Lípa Antala Staška (Stanový, 3 km V)
- Lípa v Bahništi (Zlatá Olešnice, zrušena 21.4.2004 z důvodu "havarijní stav, nestabilní, skácen")

## Galerie

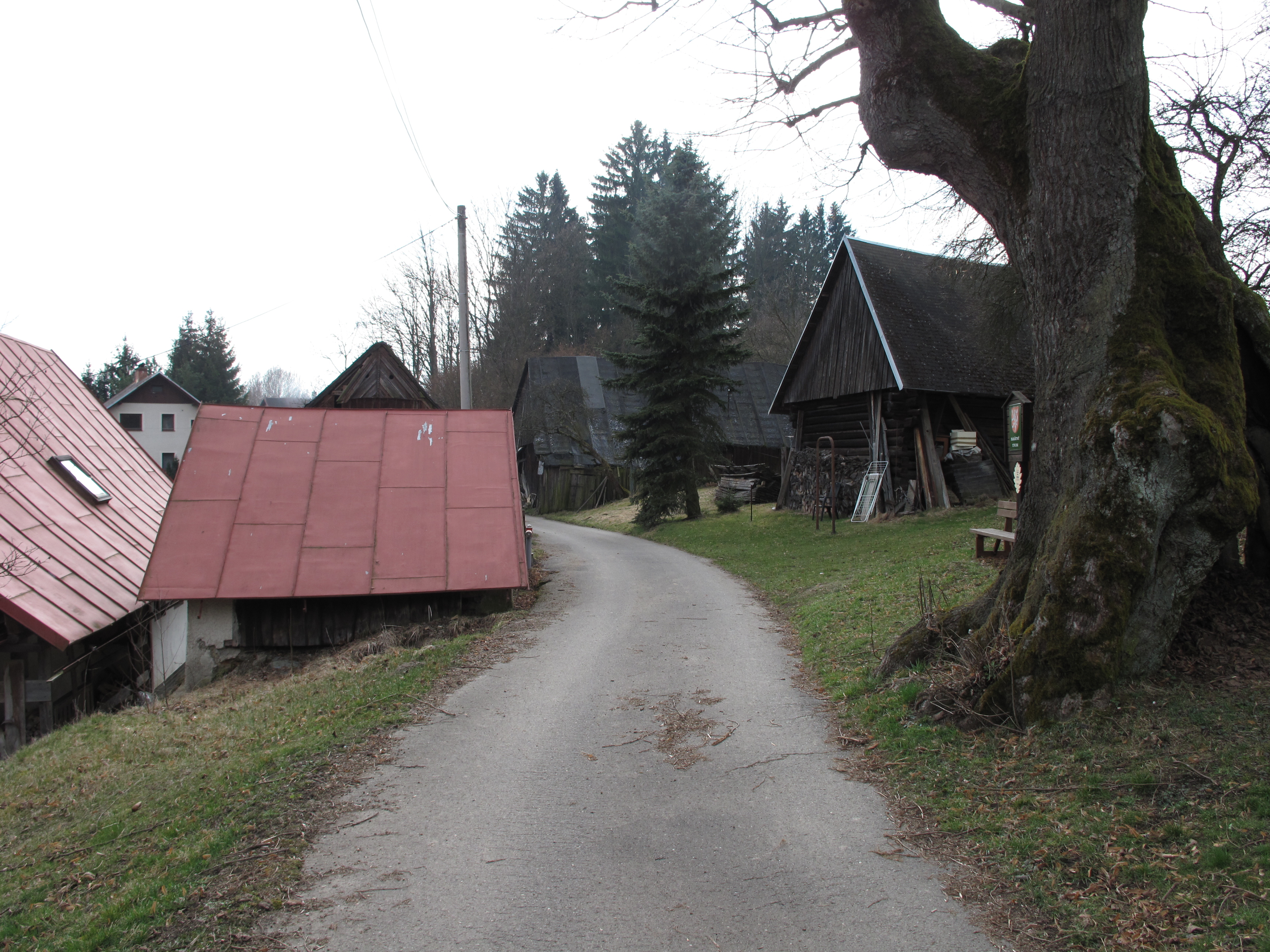
Kmen a cesta
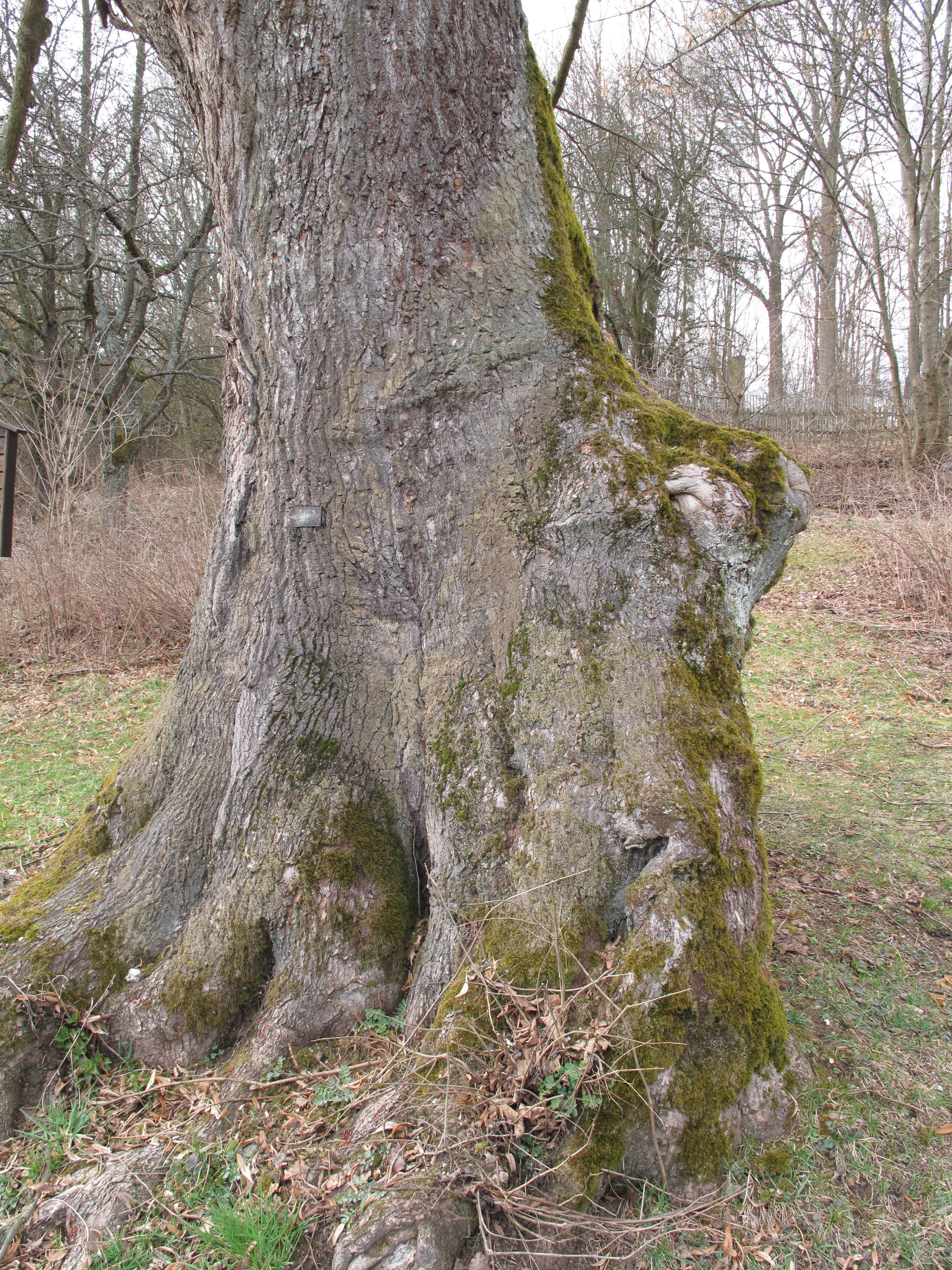
Kmen (2016)
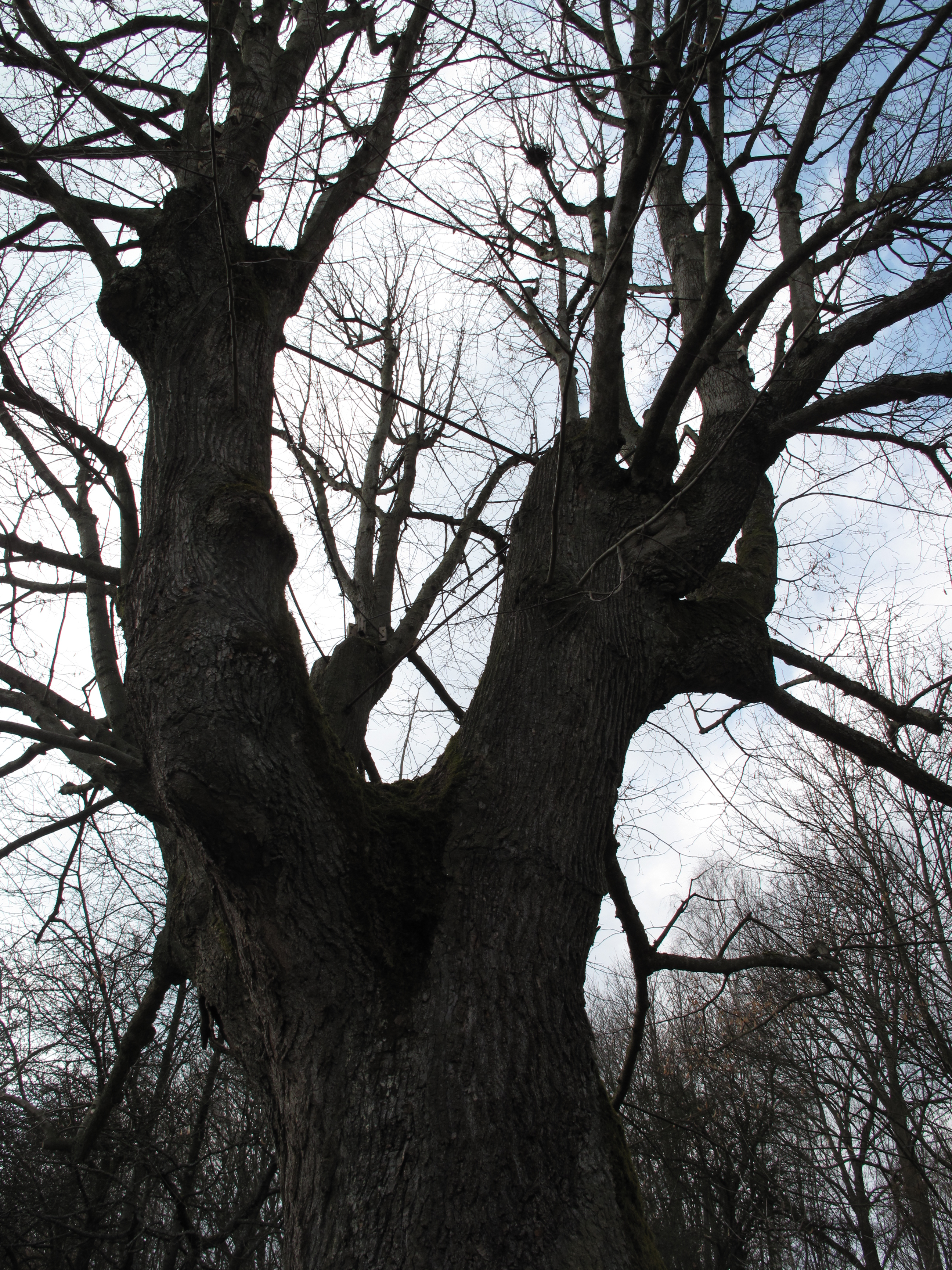
Koruna (2016)